# Tord
Tord ist ein schwedischer und norwegischer männlicher Vorname, der eine Abform des Namens Thor ist. Er ist relativ selten; so hießen in Schweden (2008) nur 6138 Männer mit erstem Vornamen Tord, in Norwegen 1451  und in Dänemark nur 12. Eine Variante des Namens ist Thord.

## Namensträger
- Tord Boontje (* 1968), niederländischer Designer
- Thord Flodqvist (1926–1988), schwedischer Eishockeytorwart
- Tord Asle Gjerdalen (* 1983), norwegischer Skilangläufer
- Tord Grip (* 1938), schwedischer Fußballspieler und -trainer
- Tord Gustavsen (* 1970), norwegischer Jazz-Musiker
- Tord Henriksson (* 1965), schwedischer Dreispringer
- Tord Holmgren (* 1957), schwedischer Fußballspieler
- Tord Karlsson (1941–2017), schwedischer Skispringer
- Tord Lien (* 1975), norwegischer Politiker
- Tord Robert Riemann (1951–2021), deutscher theoretischer Physiker
- Tord Tamerlan Teodor Thorell (1830–1901), schwedischer Arachnologe
- Tord Wiksten (* 1971), schwedischer Biathlet